# ری‌استارت
ری‌استارت از جهت گروه اپوزیسیون است که علیه نظام جمهوری اسلامی ایران فعالیت می‌کند و سعی در تغییر یا تبدیل رژیم جمهوری اسلامی و پایه‌گذاری امپراتوری پرشیا را دارد. این گروه که توسط سید محمد حسینی مجری سابق تلویزیون ایران، رهبری می‌شود، سابقه خشونت، آتش‌افروزی عمدی و خرابکاری را در کارنامه خود دارد و نظیر گروه کیوانان به ترویج تئوری‌های توطئه شهرت دارد.

## مسدود شدن کانال تلگرام
کانال ری‌استارت در مهر ماه سال ۱۳۹۶ توسط تلگرام با ۱۲۰ هزار عضو به دلیل «رواج خشونت و آسیب به امکانات عمومی جامعه» طی چالشی که با نام «چالش سنگ» یاد می‌شود و در پی آتش زدن مسجد جوادالائمه تهران توسط جوان ری‌استارتی (چالش آتش) که بازتاب‌های خبری فراوانی در رسانه‌های داخل و خارج از ایران داشت، از دسترس خارج شد.
پاول دورف - مؤسس تلگرام - در مورد فعالیتهای خرابکارانه حساب کاربری رهبر ری‌استارت نوشت: «این حساب نمونه‌ای از خطی است که نباید از آن عبور کرد». او گفت که این حساب کاربری «اعضای خود را ترغیب می‌کند به شیشه‌های ساختمان‌ها و وسایل نقلیه عمومی (مدارس، مساجد، اتوبوس‌ها) سنگ پرتاب کنند و از آن فیلمبرداری کنند» این سرویس از حسینی خواست که این «مسابقه خرابکاری» را متوقف کند، اما او درخواست تلگرام را نادیده گرفت و «مسابقه وحشتناک دیگری راه اندازی کرد و از بیش از ۱۰۰ هزار دنبال‌کننده خود خواست که مساجد را با پرتاب کوکتل مولوتف به آتش بکشند و از آن فیلم بگیرند. در نتیجه، گزینه دیگری برای ما جز مسدود کردن او باقی نماند.»

## نظرات
به گفته کاظم کردوانی گروه ری‌استارت می‌تواند به مبارزات مدنی ایران ضربه بزند و قدرت سرکوب نظام جمهوری اسلامی را بالا ببرد. گروه ری‌استارت علی‌رغم اینکه مدعیست علیه نظام جمهوری اسلامی ایران فعالیت می‌کند ولی در فضای مجازی علیه اقلیت‌های دینیِ تحتِ ستم جمهوری اسلامی مانند بهائیان، زرتشتیان و یهودیان، نفرت‌پراکنی می‌کند و با ترویج تئوری‌های توطئه، آنها را مقصر مشکلات کشور معرفی  و برای حکومت جمهوری اسلامی سفیدنمایی می‌کند.

## محکومیت اعضا
بنابر اعلام دادستانی استان خراسان رضوی، ۱۱ نفر از اعضای «ری‌استارت» در این استان به اتهامات مختلفی از جمله «آتش زدن مسجد»، «عضویت در گروه معاند»، «توهین به مقدسات» و «فعالیت تبلیغی علیه نظام» به حبس‌های یک تا ۱۴ ساله متهم شده‌اند. حسن حیدری معاون دادستان عمومی و انقلاب مرکز خراسان رضوی به خبرگزاری رسمی ایرنا گفت که متهمان تحت تأثیر برنامه «ری‌استارت» که توسط محمد حسینی در خارج از کشور اداره می‌شود، دست به «خرابکاری» زدند.
به گفته کاظم کردوانی، تحلیل‌گر سیاسی گروه ری‌استارت می‌تواند به ضرر جنبش‌های مدنی ایران تمام شود، قدرت سرکوب جمهوری اسلامی را بالا ببرد و حتی مورد «سواستفاده» نظام قرار بگیرد.